# Ypthima
Ypthima is een geslacht van vlinders uit de onderfamilie Satyrinae van de familie Nymphalidae. De wetenschappelijke naam van de soort is voor het eerst geldig gepubliceerd in 1818 door Jacob Hübner. Er bestaan 111 soorten,  waarvan twintig soorten te vinden zijn in de Afrotropische regio.
Er was een generieke herziening van Afrotropische taxa door Kielland in 1982. Sourakov & Emmel (1997) speculeren dat de Afrotropische Ypthima mogelijk parafyletisch zijn.

## Synoniemen
- Xois Hewitson, 1865
- Kolasa Moore, 1891 (nomen nudum)
- Thymipa Moore, 1891 (nomen nudum)
- Kolasa Moore, 1893
- Thymipa Moore, 1893
- Nadiria Moore, 1893
- Pandima Moore, 1893
- Lohana Moore, 1893
- Dallacha Moore, 1893
- Shania Evans, 1912
- Sundaypthima Uemura, 1996

## Soorten
- Ypthima abnormis
- Ypthima aeigma
- Ypthima affectata
- Ypthima akbar
- Ypthima akragas
- Ypthima alada
- Ypthima albescens
- Ypthima albida
- Ypthima albiviltuloides
- Ypthima albivittula
- Ypthima alemola
- Ypthima alkibie
- Ypthima amphithea
- Ypthima anana
- Ypthima ancus
- Ypthima andilabe
- Ypthima andokides
- Ypthima andriana
- Ypthima annamitica
- Ypthima antennata
- Ypthima aphnius
- Ypthima apicalis
- Ypthima aquillius
- Ypthima arctous
- Ypthima arcuata
- Ypthima aretas
- Ypthima argentata
- Ypthima argentoides
- Ypthima argillosa
- Ypthima argus
- Ypthima argyrina
- Ypthima ariaspa
- Ypthima asteropina
- Ypthima atra
- Ypthima atsterope
- Ypthima aurivilliusi
- Ypthima austeni
- Ypthima avanta
- Ypthima badhami
- Ypthima baileyi
- Ypthima baldus
- Ypthima balianus
- Ypthima bara
- Ypthima barissanus
- Ypthima batesi
- Ypthima beautei
- Ypthima binucleolata
- Ypthima biocellata
- Ypthima biocelligera
- Ypthima bolanica
- Ypthima budinus
- Ypthima burmana
- Ypthima cachani
- Ypthima calamus
- Ypthima cantliei
- Ypthima caratonus
- Ypthima cataractae
- Ypthima catharina
- Ypthima celebensis
- Ypthima cerealis
- Ypthima ceylonica
- Ypthima chaboras
- Ypthima chenu
- Ypthima chinensis
- Ypthima civis
- Ypthima clinia
- Ypthima clinioides
- Ypthima completa
- Ypthima complexiva
- Ypthima confusa
- Ypthima congoana
- Ypthima conjuncta
- Ypthima conradsi
- Ypthima corticaria
- Ypthima corynetes
- Ypthima daedala
- Ypthima daphne
- Ypthima davidsoni
- Ypthima defecta
- Ypthima depupillata
- Ypthima diophthalma
- Ypthima diplommata
- Ypthima dohertyi
- Ypthima doleta
- Ypthima dromon
- Ypthima dromonides
- Ypthima dschangensis
- Ypthima dyma
- Ypthima dyscola
- Ypthima egregia
- Ypthima elongatum
- Ypthima elwesi
- Ypthima emporialis
- Ypthima eros
- Ypthima esakii
- Ypthima eupeithes
- Ypthima evanescens
- Ypthima evansi
- Ypthima excellens
- Ypthima fasciata
- Ypthima florensis
- Ypthima formosana
- Ypthima formosicola
- Ypthima fulvida
- Ypthima fusca
- Ypthima gadames
- Ypthima galeria
- Ypthima gallienus
- Ypthima ganus
- Ypthima gaugamela
- Ypthima gawalisi
- Ypthima gazana
- Ypthima gela
- Ypthima gellia
- Ypthima glabrius
- Ypthima goudoti
- Ypthima granulosa
- Ypthima haka
- Ypthima hampeia
- Ypthima hannyngtoni
- Ypthima hereroica
- Ypthima hiemis
- Ypthima honora
- Ypthima horsfieldii
- Ypthima howarthi
- Ypthima howra
- Ypthima humei
- Ypthima hyampeia
- Ypthima hübneri
- Ypthima hygrophilus
- Ypthima ibitina
- Ypthima imitans
- Ypthima impunctata
- Ypthima impura
- Ypthima indecora
- Ypthima inica
- Ypthima inocellata
- Ypthima inouei
- Ypthima insolita
- Ypthima interrupta
- Ypthima io
- Ypthima iris
- Ypthima irvingi
- Ypthima iscalensis
- Ypthima ishigakina
- Ypthima jamaeus
- Ypthima jarbas
- Ypthima jezoensis
- Ypthima jocularia
- Ypthima kaledonda
- Ypthima kangeana
- Ypthima kanonis
- Ypthima kasmira
- Ypthima khasia
- Ypthima kosong
- Ypthima laroides
- Ypthima leechi
- Ypthima leuce
- Ypthima lisandra
- Ypthima loryma
- Ypthima luxurians
- Ypthima lycoides
- Ypthima lycus
- Ypthima mabillei
- Ypthima macrianus
- Ypthima macrocellata
- Ypthima madrasa
- Ypthima mahratta
- Ypthima mandraka
- Ypthima marlenii
- Ypthima marshalli
- Ypthima martini
- Ypthima masakii
- Ypthima matinia
- Ypthima medusa
- Ypthima megalia
- Ypthima megalomma
- Ypthima melli
- Ypthima mentawica
- Ypthima methora
- Ypthima methorina
- Ypthima micrommatus
- Ypthima microocellata
- Ypthima microphthalma
- Ypthima minimus
- Ypthima minuta
- Ypthima moenus
- Ypthima mopsus
- Ypthima morus
- Ypthima mossmani
- Ypthima motschulskyi
- Ypthima multistriata
- Ypthima naerius
- Ypthima nareda
- Ypthima narensis
- Ypthima neobilia
- Ypthima newara
- Ypthima newboldi
- Ypthima nigricans
- Ypthima nikaea
- Ypthima niphonica
- Ypthima niveata
- Ypthima norma
- Ypthima nynias
- Ypthima obscura
- Ypthima occidentalis
- Ypthima ordinata
- Ypthima pandocoides
- Ypthima pandocus
- Ypthima papuana
- Ypthima parasakra
- Ypthima pasitelides
- Ypthima paupera
- Ypthima peguana
- Ypthima perfecta
- Ypthima perrieri
- Ypthima persimilis
- Ypthima phania
- Ypthima phasis
- Ypthima philomela
- Ypthima posticalis
- Ypthima praenobilia
- Ypthima praenubila
- Ypthima praestans
- Ypthima pratti
- Ypthima pseudalbida
- Ypthima pseudodromon
- Ypthima pulchra
- Ypthima pupillaris
- Ypthima pusilla
- Ypthima putandoi
- Ypthima quadripunctata
- Ypthima quinquepunctata
- Ypthima rakoto
- Ypthima rara
- Ypthima recta
- Ypthima rhodesiana
- Ypthima robinsoni
- Ypthima sakra
- Ypthima saravus
- Ypthima sarcaposa
- Ypthima satpura
- Ypthima savara
- Ypthima scota
- Ypthima selinuntioides
- Ypthima selinuntius
- Ypthima sempera
- Ypthima septemocellata
- Ypthima septentrionalis
- Ypthima sepyra
- Ypthima sertorius
- Ypthima sesara
- Ypthima similis
- Ypthima simplicia
- Ypthima simpliciocellata
- Ypthima singala
- Ypthima smithi
- Ypthima sobrina
- Ypthima sordida
- Ypthima stellera
- Ypthima striata
- Ypthima strigata
- Ypthima sufferti
- Ypthima sulana
- Ypthima tabella
- Ypthima tahanensis
- Ypthima takamukuana
- Ypthima tamatavae
- Ypthima tapaishani
- Ypthima tappana
- Ypthima thora
- Ypthima tonkiniana
- Ypthima torone
- Ypthima triocellata
- Ypthima triophthalma
- Ypthima tripunctata
- Ypthima tsaratananae
- Ypthima tsinlingi
- Ypthima uniformis
- Ypthima uniocellata
- Ypthima wardi
- Ypthima watsoni
- Ypthima vinsoni
- Ypthima vitiensis
- Ypthima yamanakai
- Ypthima yezoensis
- Ypthima yoma
- Ypthima ypthimoides
- Ypthima yunnanana
- Ypthima zanjuga
- Ypthima zodia
- Ypthima zodiaca
- Ypthima zodina

## Fotogalerij

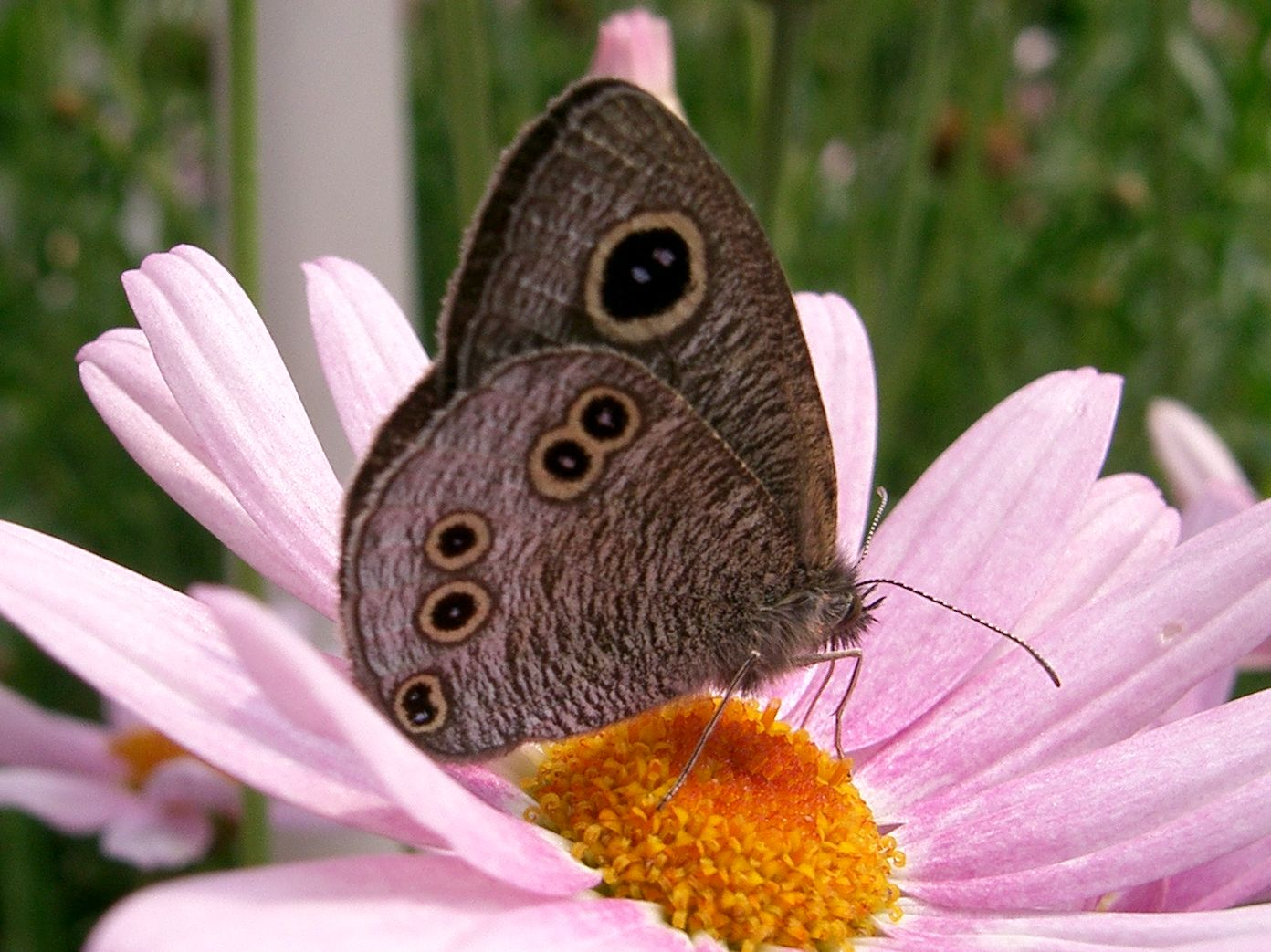
Ypthima argus
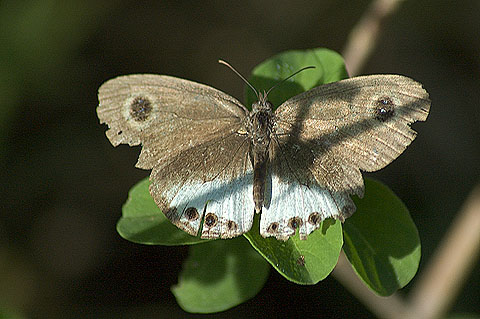
Ypthima ceylonica
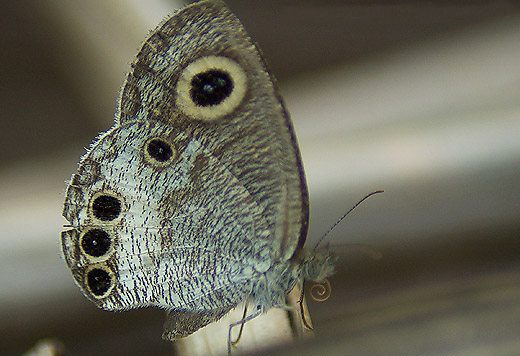
Ypthima huebneri
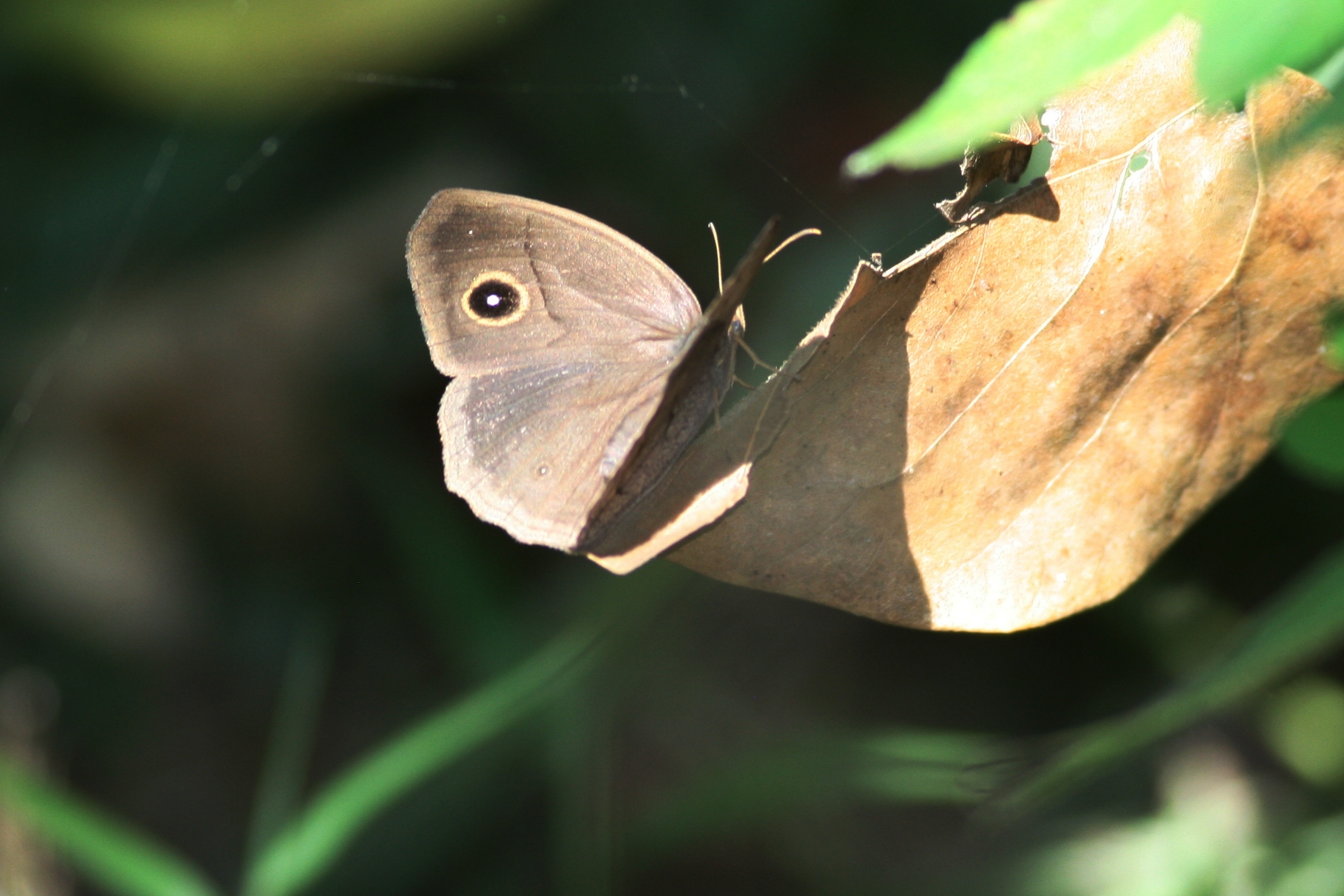
Ypthima multistriata
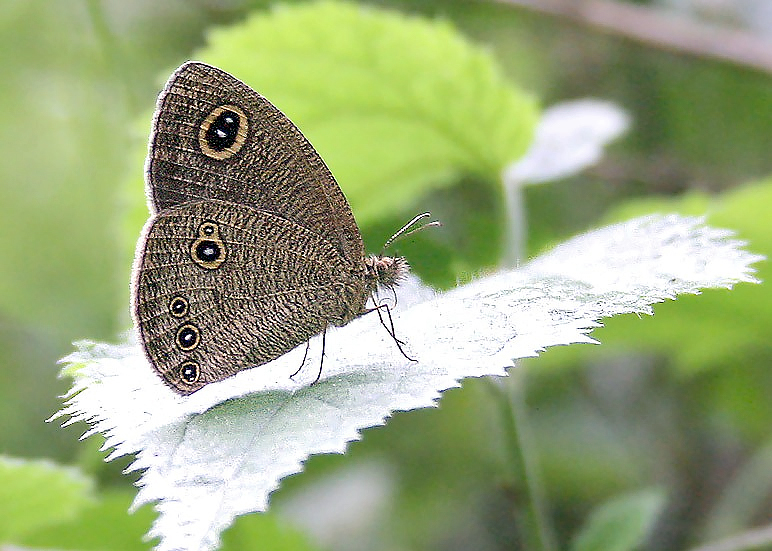
Ypthima sakra